# トマス・キング (第5代キング男爵)
第5代キング男爵トマス・キング（英語: Thomas King, 5th Baron King、1712年3月19日 – 1779年4月4日）は、グレートブリテン王国の貴族。ホイッグ党所属。

## 生涯
初代キング男爵ピーター・キングとアン・セイズ（Anne Seys、1689年頃 – 1767年7月1日、リチャード・セイズの娘）の息子として1712年3月19日に生まれ、4月27日にセント・クレメント・デーンズで洗礼を受けた。
1734年8月17日、デルフトでウィルヘルミナ・キャサリーナ・トロイ（Wilhelmina Catherina Troye、1784年6月3日没、ジョン・トロイの娘）と結婚、3男1女をもうけた。
- ピーター（1736年 – 1793年） - 第6代キング男爵
- トマス（1740年4月11日 – 1779年6月27日）
- アン（1797年10月没）
- ウィルヘルミナ（1795年12月29日没） - 1784年5月13日、海軍軍人ジョージ・マレー（英語版）と結婚[3]

1767年4月16日に兄ウィリアムが死去すると、キング男爵の爵位を継承した。
1779年4月4日に死去、オッカムで埋葬された。息子ピーターが爵位を継承した。